# 比爾·蓬斯
比爾·蓬斯（英語：Billy Bones）是蘇格蘭作家羅伯·路易斯·史蒂文生的冒險小說《金銀島》中的虛構人物，為弗林特船長部下的海盜之一，手中握有藏寶圖。他的外觀被描述為身材高大結實，臉頰上戴有刀傷。他喜歡唱一首海盜歌謠；和其他海盜一樣，他也是個酒鬼，非常喜歡喝朗姆酒，最終因此中風死去。

## 概述
比爾·蓬斯在《金銀島》的開頭首度登場，他帶著一個大箱子入住吉姆·霍金斯父親所開設的本鮑將軍旅店，他只要求對方稱他為「船長」，並支付不少的住宿費用。另外蓬斯還每月給吉姆四便士，要求他幫忙留意一個「只有一條腿的水手」。白天的大部分時間他總是在沿海的懸崖上行走。
過度酗酒的蓬斯每晚以講故事、唱歌及咒罵人來恐嚇旅店中的其他旅客，使吉姆的父親感到十分困擾乃至因此病倒。但有部分當地人十分推崇蓬斯，還稱其為「真正的老航海」。當年冬天，同是弗林特部下的海盜「黑狗」來到旅店找上蓬斯，兩人爆發爭吵及打鬥，黑狗被趕走，但蓬斯隨即中風倒地。李甫西大夫救下了蓬斯的生命，且在為他放血時從其臂上的刺青發現了他的真名。
之後蓬斯不理會李甫西的警告，依然繼續酗酒，但身體明顯變得衰弱。幾日後，海盜之一的瞎子皮尤到達旅店，將「黑卷」交到蓬斯手中；蓬斯對此感到十分恐懼，不久後即中風死去。眾海盜襲擊了旅店以試圖找到蓬斯持有的藏寶圖，然而吉姆·霍金斯已帶著藏寶圖離去，並在後來展開了尋找寶島寶藏的冒險。

## 改編
在迪士尼製作的1996年動畫電影《布偶金銀島尋寶記》中，由比利·康諾利為比爾·蓬斯一角配音。
在電視劇《黑帆》中，由湯姆·霍珀飾演該角。